# Ernst Friedrich Schumacher
Ernst Friedrich "Fritz" Schumacher (Bonn, 16 augustus 1911 - Zwitserland, 4 september 1977) was een invloedrijk economisch denker met een statistische achtergrond.

## Biografie
Schumacher werd geboren in Bonn waar zijn vader professor was in de politieke economie. Ernst Friedrich studeerde in Bonn en Berlijn. In 1930 trok hij dankzij een Rhodesbeurs naar Engeland om verder te studeren aan de Universiteit van Oxford en behaalde daarna een diploma economie aan de Columbia-universiteit in New York.
Terug in Duitsland werkte hij in de handel, landbouw en journalistiek. Voor de Tweede Wereldoorlog trok hij naar Engeland en bleef er wonen. Van 1950 tot 1970 werkte hij als adviseur voor de Britse National Coal Board. Hij voorzag dat de energievoorziening van het land niet enkel op steenkool kon blijven draaien, maar tegelijk beschouwde hij aardolie evenzeer als niet onuitputtelijk. Bovendien waarschuwde hij dat de olievoorraden zich bevonden in  's werelds meest onstabiele landen. Als economisch raadgever bezocht bij meerdere derdewereldlanden en steunde die in hun streven naar meer zelfvoorziening (self-reliance).
Hij is bekend door zijn kritiek op de westerse economieën en zijn voorstellen voor op menselijke maat aangepaste en gedecentraliseerde technologieën, een pleidooi voor kleinschaligheid. Volgens de Times Literary Supplement hoort zijn boek Small Is Beautiful (1973), in het Nederlands uitgebracht onder de titel Hou het klein, bij de honderd meest invloedrijke boeken van na de Tweede Wereldoorlog. Schumachers ontwikkelingstheorieën kunnen samengevat worden met de termen intermediate size en intermediate technology. In tegenstelling tot veel klassieke economen was hij op zoek naar een alternatieve economie. In die geest schreef hij zelfs een essay over boeddhistische economie. Hij schreef over economie in The Times, The Economist en Resurgence.